# Chieko Honda
Chieko Honda (本多 知恵子, Honda Chieko, Tokyo, 28 mars 1963 — 18 février 2013 ) est une seiyū, une actrice japonaise spécialisée dans le doublage d’anime. Longtemps liée à la Tokyo Actor's Consumer's Cooperative Society et à Mix Max, elle travaillait à la fin de sa vie pour Aoni Production. Elle est morte le 18 février 2013 des suites d'un cancer.

## Doublage (liste sélective)
- After War Gundam X (Ennil El)
- Akihabara dennou gumi (Jun Goutokuji/Blood Falcon)
- Les Aventures du Bosco (Araiguma)
- Devil Hunter Yohko (Chikako Ogawa)
- Dragon Ball (Pochawompa)
- Dragon Century (Rullishia)
- Flame of Recca (Mikoto)
- Floral Magician Mary Bell (ja) (Mary Bell)
- Full Moon wo sagashite (Meroko Yui)
- Gall Force (Amy)
- Grenadier (Tenshi)
- Heavy Metal L-Gaim (Amu Fanneria)
- Kaka wa Greenwood (Miya Igarashi)
- Katekyo Hitman Reborn! (Yoka Iris)
- Kimagure orange☆road (Kurumi Kasuga)
- Kiteretsu Daihyakka (Miyoko Nonoka)
- Lady Lady!! (Sarah Frances Russell)
- Madara (Kirin)
- Mermaid Melody Pichi Pichi Pitch (Yūri)
- Mobile Suit Gundam ZZ (Elpeo Ple, Ple Two)
- Penguin Musume Heart (Black Rose)
- Pocket Monsters Diamond & Pearl (Natane(fr:Flo))
- Riding Bean (Chelsea)
- Rosario + Vampire Capu2 (Ageha Kurono)
- Kenshin le vagabond (Azusa)
- Sailor Moon S (Tellu)
- Soul Eater (Marie Mjolnir)
- Shoujo kakumei Utena (Kozue Kaoru)
- Silent Möbius (Nami Yamigumo)
- Tekkaman Blade II (Natasha Pablochiva/Tekkaman Vesna)
- Wedding Peach (Noiizu)
- Yagami-kun no katei no jijou (Nomi Yagami)
- Yu Yu Hakusho (Misako)

## Sources
- (en) Cet article est partiellement ou en totalité issu de l’article de Wikipédia en anglais intitulé « Chieko Honda » (voir la liste des auteurs).